# Sarpul-i Dhuhab
Sarpul-i Dhuhab (Cap de pont del Dhuhab) és una població i un districte del comtat de Qasr-i Xirin a la província de Kermansah; el 1950 tenia uns 2.000 habitants entre els quals una comunitat d'Ahl-i Hakk. Antigament fou un lloc a la vora de les muntanyes Zagros en la ruta Kermansah-Bagdad.
Durant el període assiri la ciutat fou coneguda com a Khalmanu. Una tradició posterior, dels àrabs, diu que fou fundada pel rei sassànida Cobades I (488-497 i 499-531), però no hi ha dubte que és molt anterior. Després de la batalla d'al-Qadisiyya (637) la cort sassànida va evacuar Ctesifont i el rei Isdigerdes III (633-649) es va refugiar breument a la ciutat, per després continuar la seva fugida cap a l'est. Els àrabs la van ocupar el 638 i fou coneguda com a Hulwan (en kurd Halawan, del riu Alwand). La ciutat estava rodejada de muralles i tenia 8 portes d'accés; al centre hi havia un antic castell on es va construir la mesquita i on els jueus tenien també una sinagoga. El 991, Bahà-ad-Dawla (búyida) en va donar el govern al cap kurd gurani Abu l-Fath Muhammad ibn Annaz, que va estendre els seus dominis i va fundar la dinastia annàzida. El 1006 va ser ocupada per Badr ibn Hasanwayh (de la dinastia hasanwàyhida) però vers el 1007 la va recuperar i encara que per un temps fou vassals dels hasanwàyhides, la nissaga va continuar; a la mort d'Abu l-Fath el 1010 els dominis es van repartir, continuant a Hulwan el fill Hisam al-Din Abu l-Shawk Faris. Toghril Beg I va enviar al seu germanastre Ibrahim Inal a la zona el 1046 i la ciutat fou ocupada i destruïda el 1046; un terratrèmol el 1049 va completar la destrucció. El domini annàzida a la zona va durar fins al segle xii i llavors va passar a la dinastia kurshídida de Lur-i Kučik. A la rodalia i hi ha diverses restes antigues aquemènides, partes i sassànides.
Al sud de la ciutat antiga va sorgir més endavant un llogaret que correspon al modern poble de Sarpul-i Dhuhab.